# ルイス・ミゲル・サンチェス・ベニテス
ルイスミ（Luismi）こと、ルイス・ミゲル・サンチェス・ベニテス （Luis Miguel Sánchez Benítez  ,  1992年5月5日 - ）は、スペイン・アンダルシア州カディス県プエルト・セラーノ出身のプロサッカー選手。マラガCF所属。ポジションはMF。

## 来歴
2011年にセビージャFCのカンテラからCチームに昇格。2012年7月にはセビージャ・アトレティコに昇格し、2シーズンで70試合以上に出場。2014年にトップチームに昇格。8月12日のUEFAスーパーカップのレアル・マドリード戦で、トップチームデビュー。23日のバレンシアCF戦でラ・リーガデビューを果たすも、リーガでの出場はこの1試合の出場にとどまった。
2016年6月29日、レアル・バリャドリードと契約。2016-17シーズンは途中からジムナスティック・タラゴナにローン移籍。翌2017-18シーズンはセグンダ・ディビシオンで29試合3得点を記録。チームは5位に入り、昇格プレーオフを勝ち抜き、2013-14シーズン以来のリーガ復帰に貢献。しかし、久々のトップリーグとなった2018-19シーズンは、リーグ戦不出場に終わった。
2020年9月25日、エルチェCFに2年契約で移籍した。
2021年8月16日、レアル・オビエドに2年契約で移籍した。
2024年7月19日、マラガCFに2年契約で移籍した。